# Abstetten

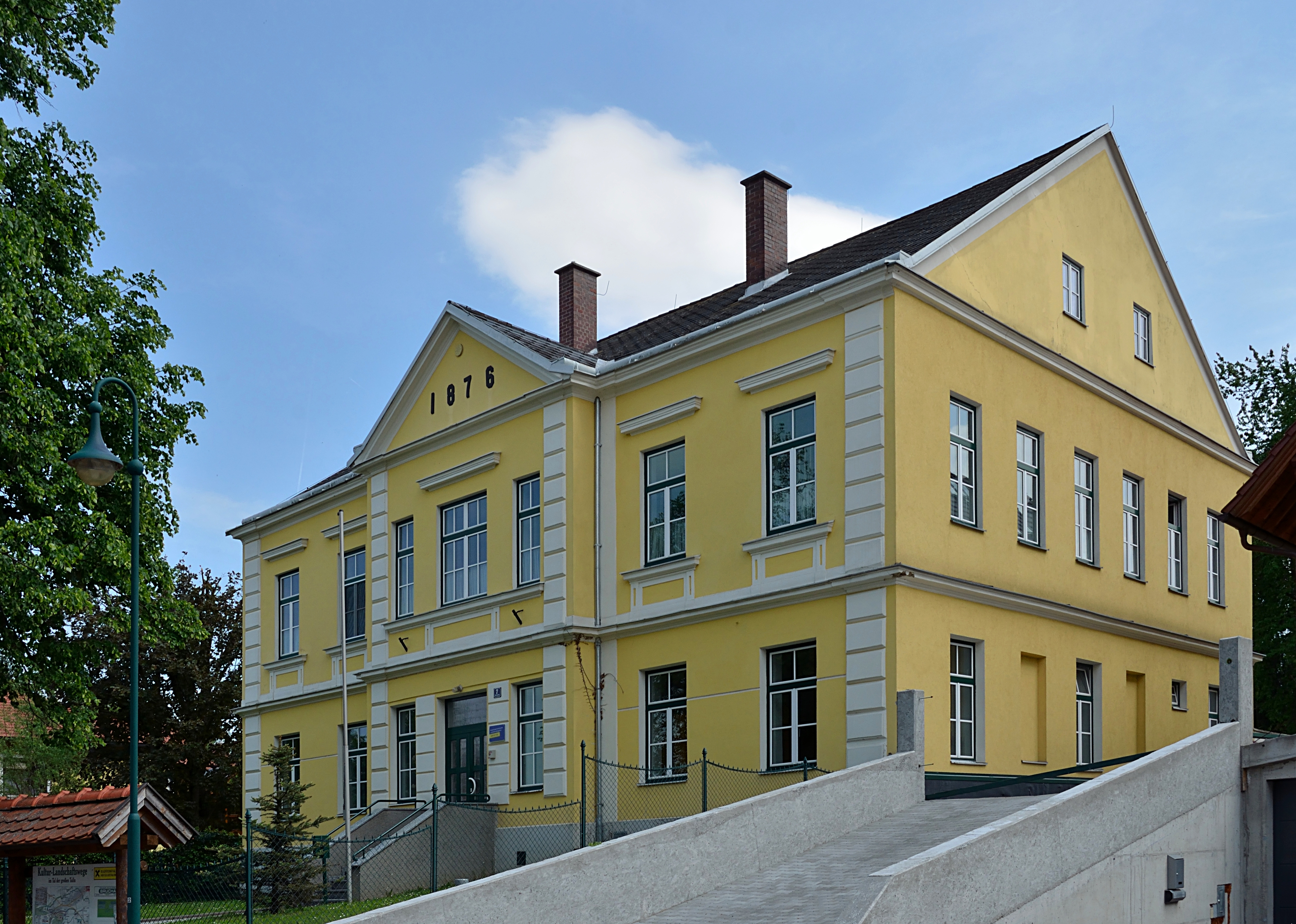
Ehemalige Schule, seit 1972 Kindergarten

Abstetten ist eine Ortschaft und eine Katastralgemeinde der Marktgemeinde Sieghartskirchen im Bezirk Tulln in Niederösterreich. Die Ortschaft hat 213 Einwohner (Stand 1. Jänner 2024). Bis Ende 1971 war Abstetten eine eigenständige Gemeinde.

## Geschichte
Der Ort wurde 983/991 urkundlich genannt. Der heutige Name leitet sich von „Abbatesteti“ („Hofstätten eines Abtes“) ab.  Das Patrozinium hl. Martin der Kirche spricht für eine karolingische Pfarre, welche urkundlich erstmals 1137 genannt wurde. Im 12. Jahrhundert bestanden klösterliche Besitzungen aus Regensburg, Passau und Salzburg. 1529 fielen die Türken ein. 1590 war ein Erdbeben. 1683 wohl auch beim Einfall der Türken war ein Brand der Kirche und des Pfarrhofes. Im Jahr 1822 wurde der Ort als Dorf mit 28 Häusern genannt, das über eine Kirche und eine Schule verfügte. Die Ortsobrigkeit besaß die Herrschaft Judenau,  die auch die Konskription durchführte. Die Landgerichtsbarkeit oblag der Herrschaft Neulengbach. Auch 1838 wütete im Ort ein Großbrand. Bis 1848 gehörte der Ort zur Herrschaft Judenau. 1850 erfolgte die Gründung der Ortsgemeinde Abstetten mit den Katastralgemeinden Abstetten, Gollarn, Einsiedl, Dietersdorf (mit der Rotte Steinhäusl), Plankenberg (das damals Loipersdorf hieß) und Ranzelsdorf. Im Jahr 1925 erfolgte die Regulierung der Großen Tulln.
Im Jahr 1938 waren laut Adressbuch von Österreich in der Ortsgemeinde Abstetten ein Bäcker, ein Fleischer, zwei Gastwirte, zwei Gemischtwarenhändler, eine Landesproduktehandlung, ein Müller, zwei Schmiede, eine Schneiderin, zwei Schuster, ein Tischler, zwei Viktualienhändler, ein Wagner und ein Landwirt ansässig. Weiters betrieb der Spar- und Darlehensverein für die Ortsgemeinde Abstetten r.Gen.m.unb.H. eine Sparkasse.
Mit 1. Jänner 1972 wurden im Zuge der Niederösterreichischen Kommunalstrukturverbesserung die bis dahin selbständigen Gemeinden Abstetten, Kogl, Ollern, Rappoltenkirchen, Ried am Riederberg und Röhrenbach in die Marktgemeinde Sieghartskirchen eingemeindet.

## Öffentliche Einrichtungen
In Abstetten befindet sich ein Kindergarten.

## Kultur und Sehenswürdigkeiten

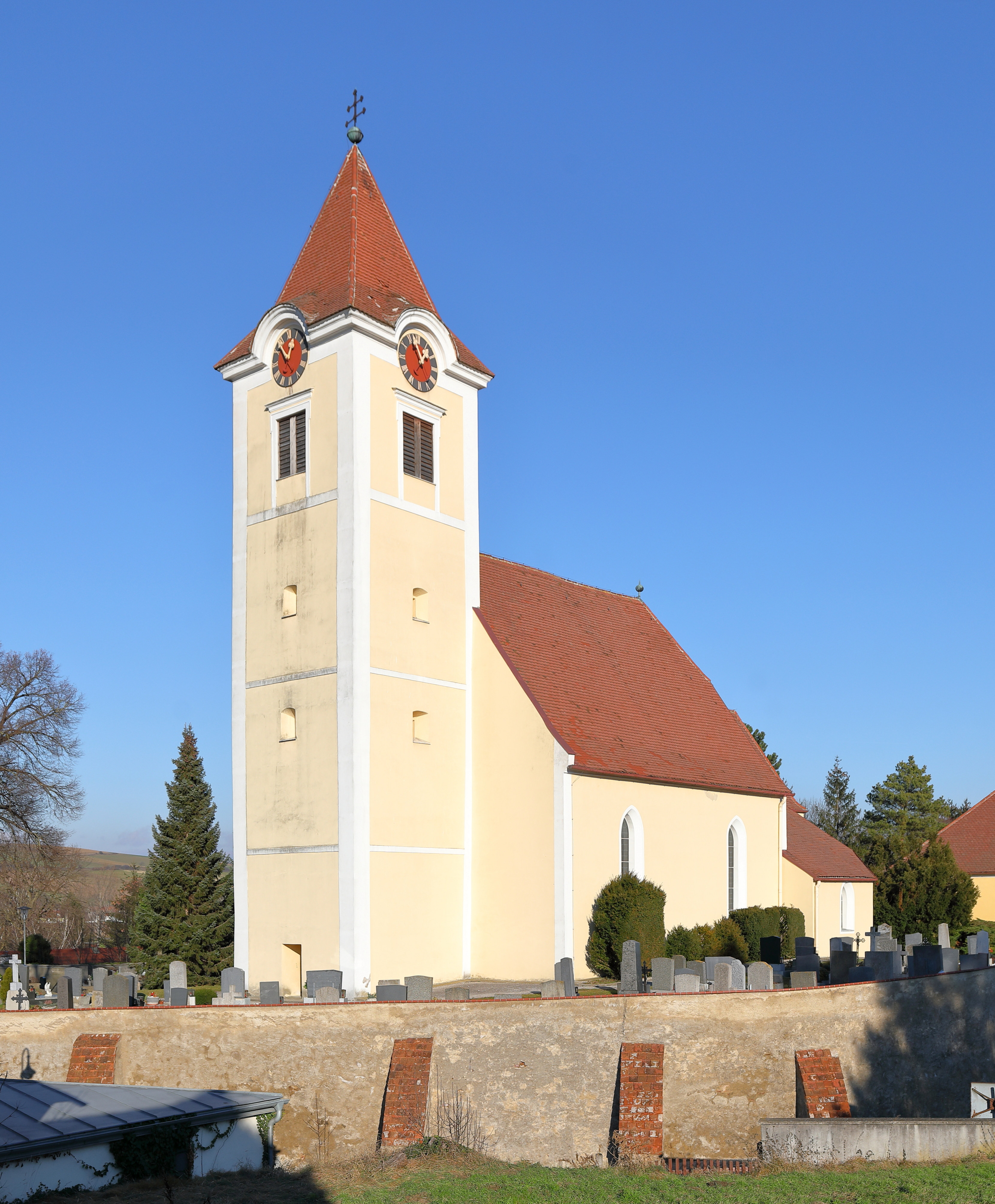
Pfarrkirche Abstetten

- Katholische Pfarrkirche Abstetten hl. Martin
- Pfarrhof mit Schüttkasten
- Friedhof mit Aufbahrungshalle und Kriegerdenkmal vor der Kirche
- Ehemalige Schule
- Statue Johannes Nepomuk an der Brücke über die Große Tulln
- Wegkreuz an der Straße nach Dietersdorf
- Bildstock, ursprünglich Pestkreuz, zwischen Abstetten und Sieghartskirchen